# Sindicato Agrícola San José de Almazora
La Caja Rural, Sindicato Agrícola San José,  es un edificio ubicado en la esquina entre las  calles Trinidad y Cervantes   de Almazora, en la Plana Alta, considerado como Monumento de interés local y catalogado como Bien de relevancia local, según el informe del Catálogo de Bienes y Espacios Protegidos, con fecha 10 de octubre de 2006, y publicado en el Boletín Oficial provincial (BOP) el 7 de junio de 2007. Presenta como código de identificación el número: 12.05.009-012, según consta en el Dirección General de Patrimonio Artístico de la Generalidad Valenciana.

## Historia
El edificio del Sindicato Agrícola San José se inauguró el 21 de mayo  de 1929, y ya desde ese momento fue considerado como uno de los edificios más emblemáticos de la localidad.
El Sindicato Agrícola tiene su origen en 1916,  en concreto en el 5 de noviembre de se año, fecha en la que una treintena de agricultores de Almazora, el párroco de la iglesia parroquial, don Pascual Cabedo Nebot, y el secretario del ayuntamiento de Almazora, don Joaquín Gallego Tena;  se reunieron en la Casa Social del Círculo católico, para la constitución del sindicato.
Según los documentos fundacionales, el sindicato tiene como fin primordial, “la propagación y defensa de las enseñanzas y normas de la Iglesia y en ellas ha de inspirar toda su actuación social y económica, y si de ellas se apartare no cumplirá los fines para los que nos proponemos crearlo”.
Con esta finalidad surge el sindicato, como una Sociedad mutua que se denominará “Sindicato Agrícola de San José” y que estará bajo la Ley de Sindicatos de 28 de enero de 1906 y de las Asociaciones de 30 de junio de 1887, a efectos de su constitución.
En esta etapa inicial del sindicato se cuenta con don  Joaquín Esteve Claramonte como presidente y a don Manuel Gil Almela, como secretario; además la Junta Directiva del mismo estaba formada el sacerdote que desempeñara el cargo de párroco, en calidad de Consiliario y otras personas que fueron designadas por estas tres.
Dos años después de su constitución, el sindicato contaba con una organización obrera, la Unión Obrera Católica de Almazora, y desde el 1921 también tenía  una sección patronal agraria.
Los diferentes presidentes que se han ido sucediendo a lo largo de los años son:
- Joaquín Esteve Claramonte      1916-1918
- Manuel Beltrán Felip           1918-1920
- Rvdo. Juan Monferrer Gali      1920-1921
- José Simó Ortiz                1921-1924
- Vicente Martinavarro Bernat    1924-1931
- Adrián Esteller Esteller       1931-1936
- Enrique Martinavarro Grifo     1938-1956
- Ricardo Agut Arenós            1956-1962
- Enrique Martinavarro Grifo     1962-1964
- Ricardo Agut Arenós            1964-1974
- Enrique Martinavarro Dealbert  1974
- Vicente Serra Pesudo           1974-1991
- Antonio Martinavarro Fortuño   1991-1992
- Juan Ramón Domínguez Llorens   1992-2000
- Javier Alós Cortés             2000-2008
- Miguel Serra Escorihuela       2008-2010
- Francisco Ferrada Ortiz        2010-2014
- Miguel Serra Escorihuela       2014-.....

Tras la constitución del Sindicato Agrícola surgió la necesidad de contar con un instrumento económico que sirviera de apoyo a los agricultores en sus necesidades crediticias y financieras, las cuales no podían ser atendidas por las instituciones financieras existentes en esos momentos. Es así como surge el 30 de abril de 1917, el Reglamento para el Régimen de Caja Rural de Ahorros y Préstamos de este Sindicato, que fue aprobado por los socios que asistieron a la Junta General Extraordinaria que se había convocado para tratar el tema. De esta manera se constituye la Caja Rural como una sección más del propio Sindicato. La actividad de esta nueva entidad financiera se postergó a  la finalización de la Primera Guerra Mundial, ya que pese a no participar España en el conflicto bélico, la economía de todo el país y en especial la de zonas agrícolas dedicadas a comercio con el exterior, se vieron gravemente afectadas por la falta de estabilidad en los mercados. Es por ello que hasta el 1 de junio de 1919 no se concede ningún préstamos, siendo el primero de 500 pesetas (3,01 euros).
Respecto a la historia del edificio en sí del sindicato, su construcción se debe a la iniciativa de los socios que desde el año 1917 fueron avanzando pequeñas cantidades para la adquisición de los diferentes terrenos que se unificarían para la construcción del edificio que sería la sede del sindicato.
La unificación de los diferentes solares en uno solo se inició el 21 de febrero de 1927, cuando la Caja Rural adquirió cuatro inmuebles con fachadas a las calles de Alcora, Trinidad y Cervantes. A estos inmuebles se añade el antiguo hospital, sito en la calle Cervantes, con lo que se consigue una parcela de 490 metros (que al final había supuesto una inversión 65.210 pesetas -391,92 euros-)  sobre los que se comienza la edificación de la sede el 1 de agosto de 1927. El arquitecto responsable del proyecto era Joaquín Dicenta y las obras (cuyo coste ascendió a 331.459,03 pesetas -1.992,11 euros-) finalizaron antes de mayo de 1929, ya que se llevó a cabo la bendición del edificio el 21 de mayo de 1929, de la mano del Obispo de la Diócesis de Tortosa,  Félix Bilbao.
Desde el momento de su inauguración siempre han sido utilizadas estas instalaciones como oficinas de la Caja, aunque dos salones de la primera planta eran utilizados para el esparcimiento de los asociados (que durante la contienda civil fueron utilizados como cuarteles de las milicias locales y luego en hospitales militares en establecer el frente de combate cerca de Almassora. Tras la guerra, la sala de mayor tamaño se puso al servicio del bar-cafetería y en él se organizaban desfiles benéficos de modelos, exposiciones artísticas y conciertos musicales. Por su parte el otro salón, de menores dimensiones, y que era conocido como “Salón de Labradores”,  se utilizó como despacho de don Joaquín Gallego hasta 1943, y para albergar todos los servicios de la "Mutua Agraria", que no tenía cabida en las oficinas generales de la planta baja. A partir de 1948, este salón vuelve a ser utilizado para esparcimiento de los socios, empleándose para bodas, primeras comuniones, despedidas de solteros, etc.). En la segunda planta se instaló la sala de lectura y biblioteca de la Cooperativa y Caja; aunque más tarde los locales fueron cedidos en un primer momento para Centro Juvenil de Acción Católica, y luego para la ubicación de la Biblioteca Municipal, del Ayuntamiento, que funcionó en este local entre 1952 hasta 1972.  Esta segunda planta contaba con un salón de actos que fue utilizado, al mismo tiempo por la Congregación de San Luis para celebrar desde 1934 hasta 1948, sus reuniones literario-musicales y teatrales. Y más tarde la Caja Rural estableció y costeó entre 1949 y 1954 una Academia Nocturna de esta misma Congregación. Por otra parte, la planta baja restante fue proyectada inicialmente para almacén de abonos, pero jamás se utilizó para ello, sino que se empleó como una escuela nocturna para los hijos agricultores de los socios, sufragada íntegramente por la propia Caja. Durante la guerra civil los locales se utilizaron como iglesia improvisada.  Y tras el conflicto bélico, se utilizó como economato cooperativo, en el que se distribuían comestibles. Cuando se consiguieron superar las penurias económicas de estos años, ya entrada la década de los 50, los locales empiezan a utilizarse para espacio deportivo en el que se realizaban competiciones deportivas de sala. En 1960, se inicia una gran reforma en la planta baja y los locales quedan destinados a sala de  esparcimiento.
A lo largo de los años se fueron incorporando al edificio inicial inmuebles contiguos que iban desempeñando diferentes funciones según las necesidades de cada momento, expandiéndose el edificio inicial a lo largo de la calle Cervantes y la calle Trinidad.

## Descripción
La fachada más destacable de este edificio es la que hace chaflán entre las calles Trinidad y Cervantes, que presenta un estilo arquitectónico muy ecléctico, donde pueden verse influencias del neorococó. Presenta una rica decoración en la que juegan un importante papel diversos elementos decorativos como la cerámica, ménsulas, capiteles y molduras. El edificio presenta como remate un campanario con un templete apoyado sobre columnas salomónicas y pináculos.

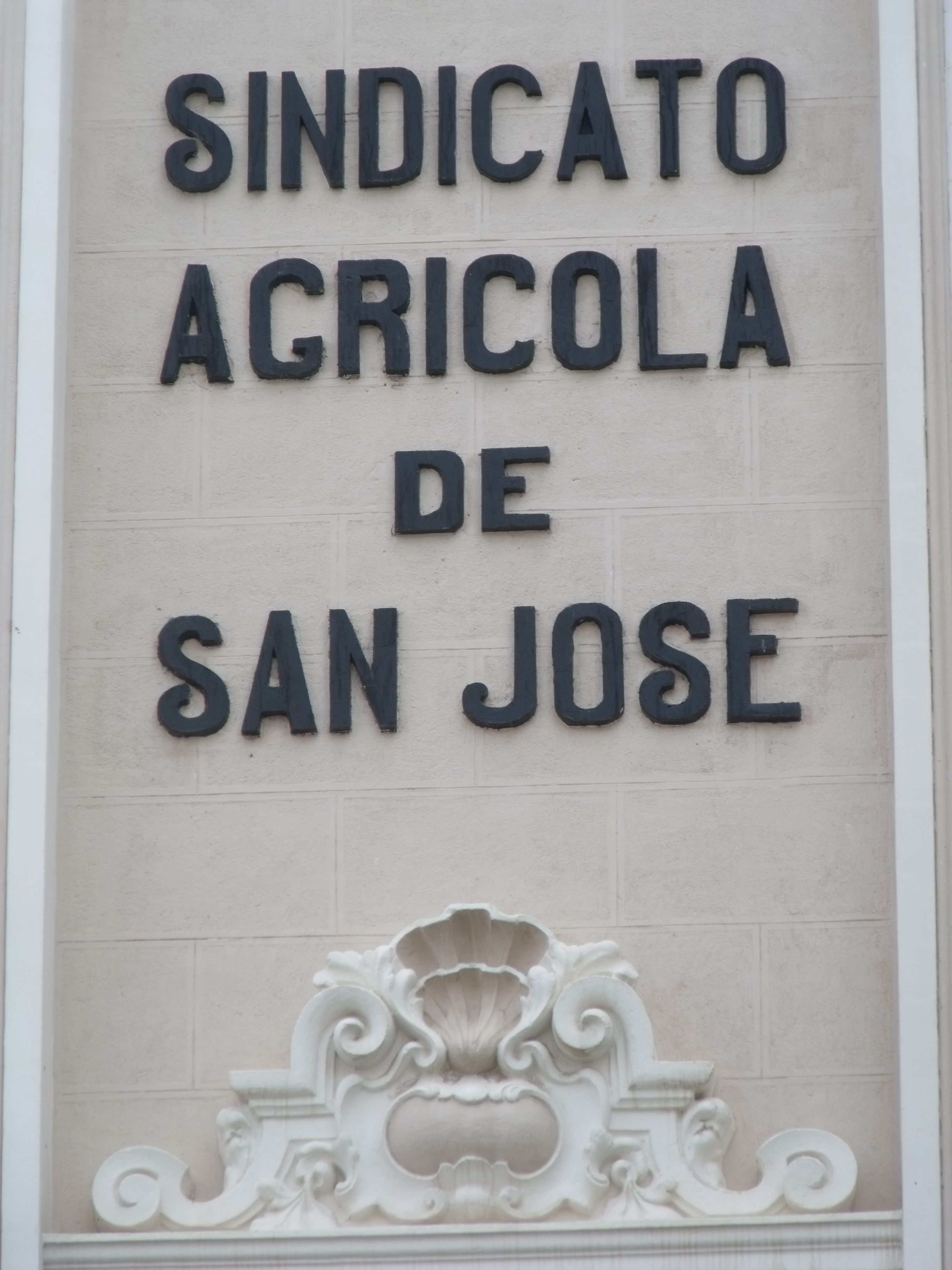
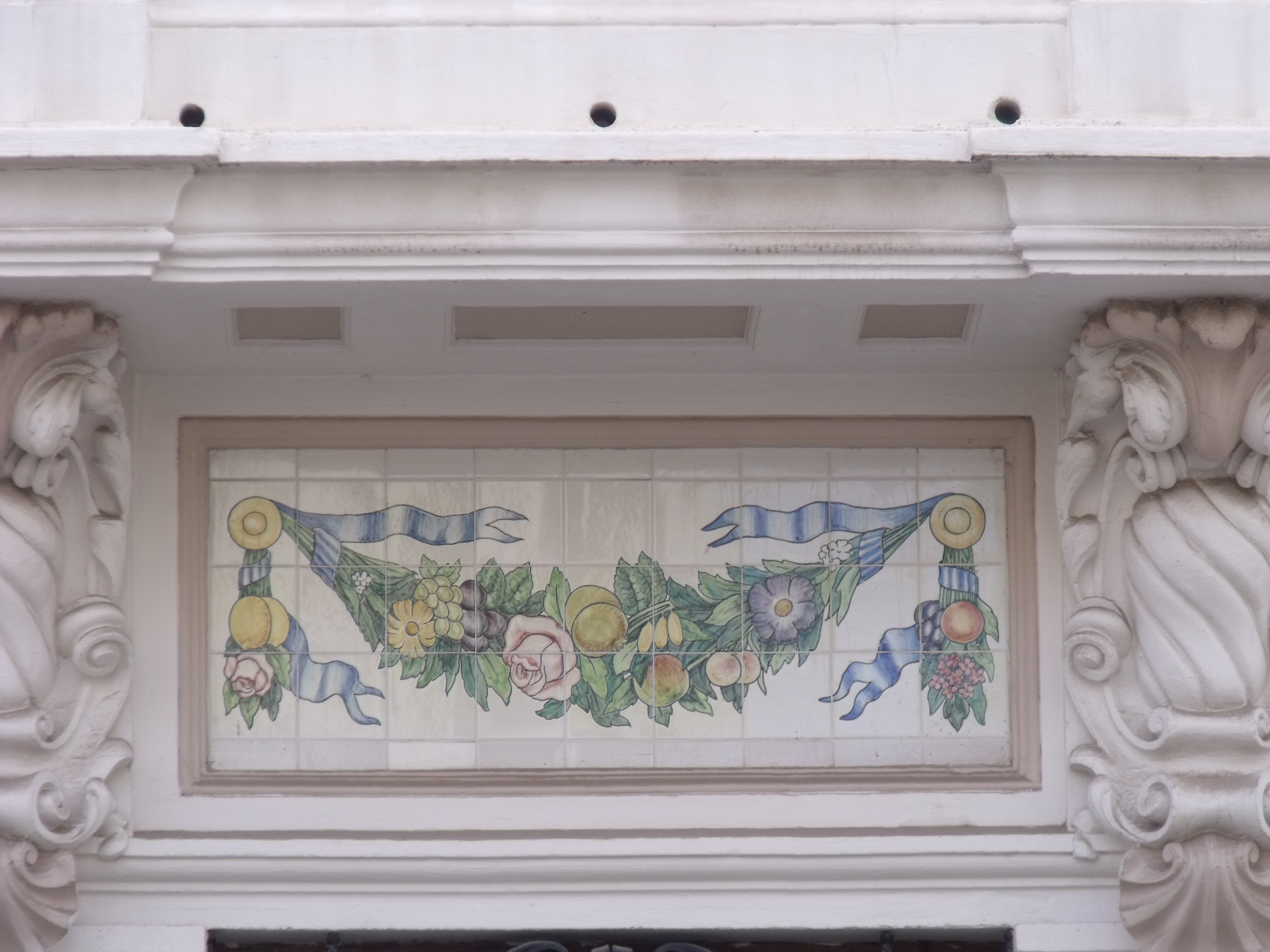
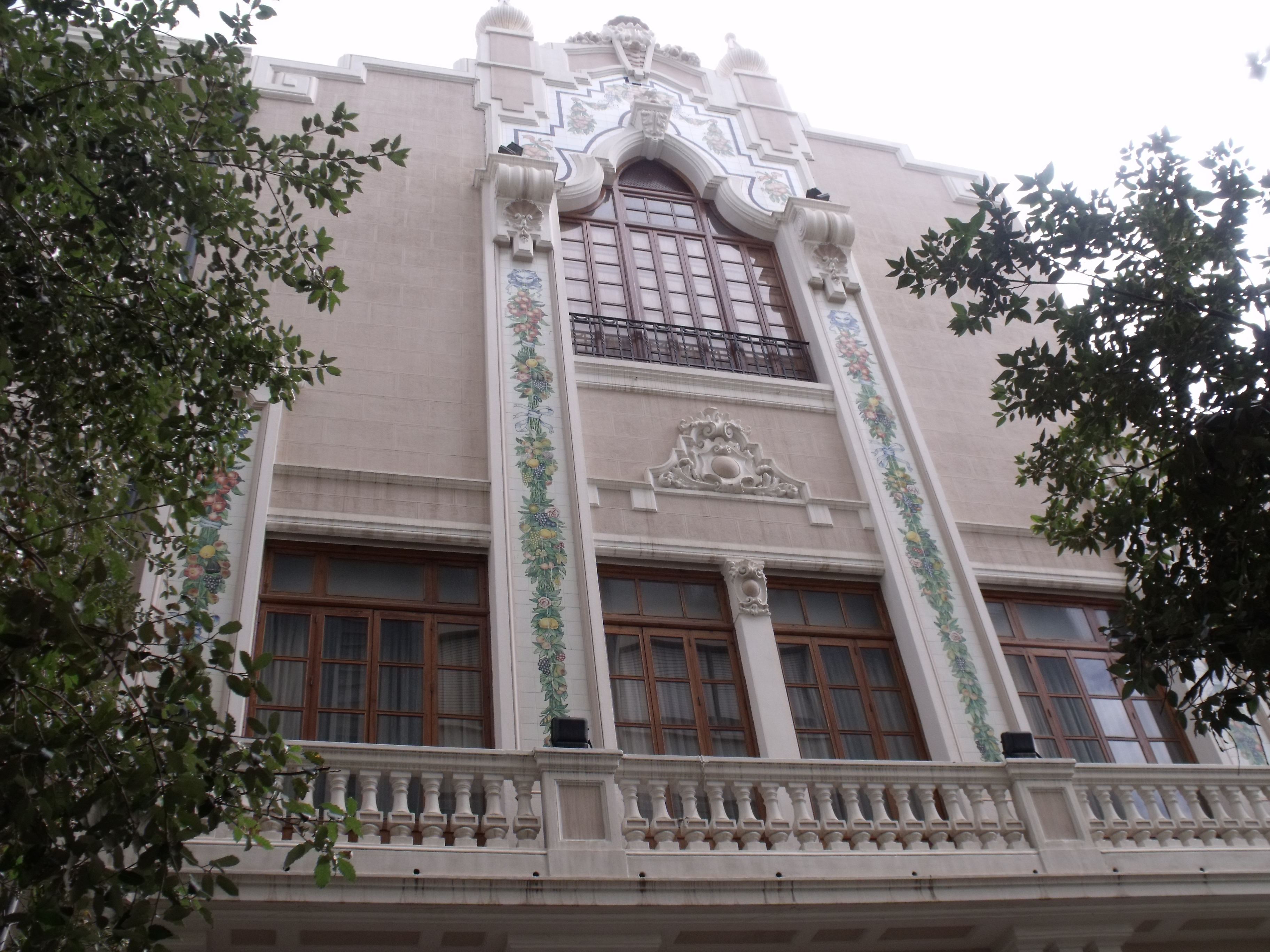
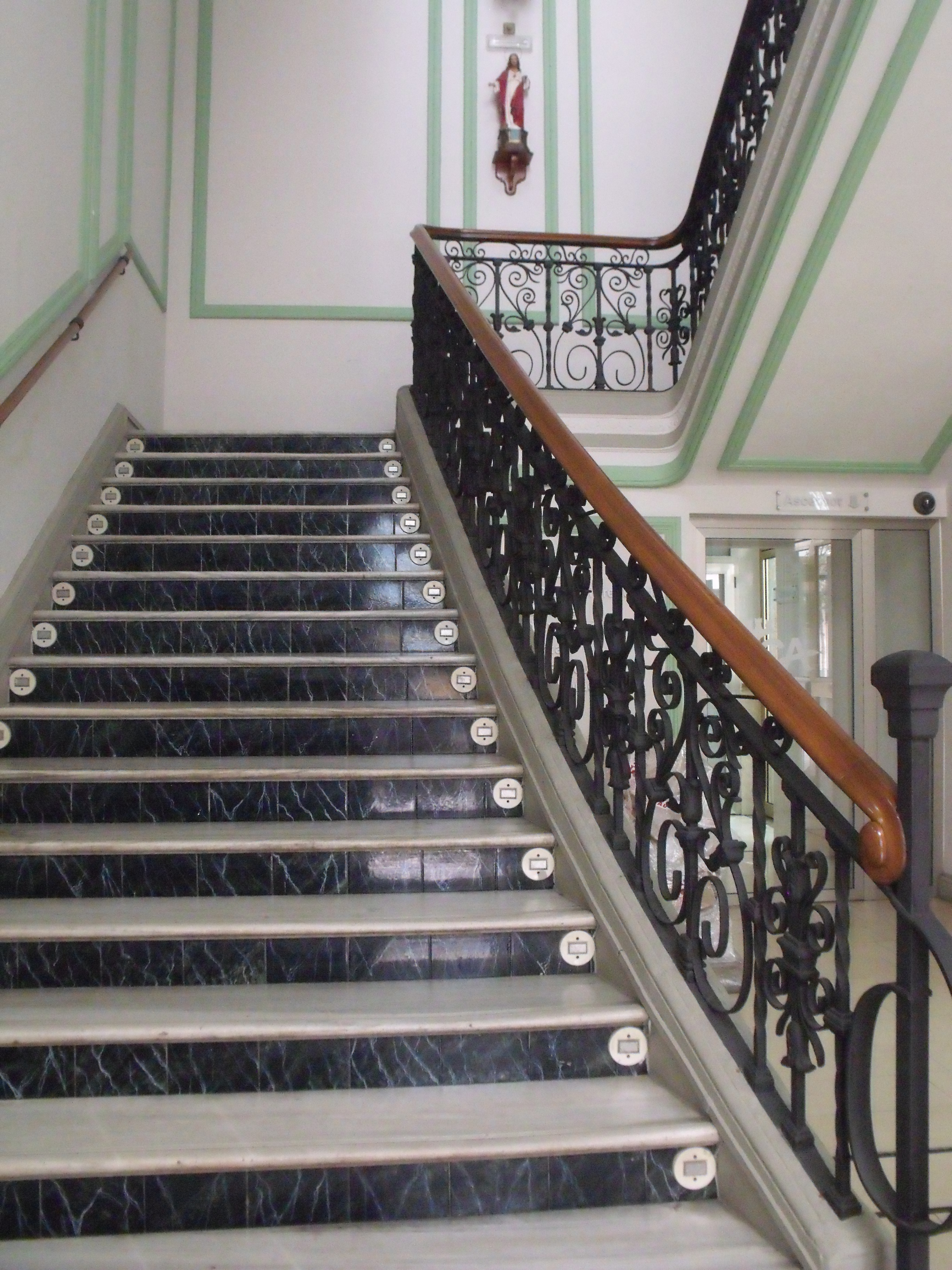
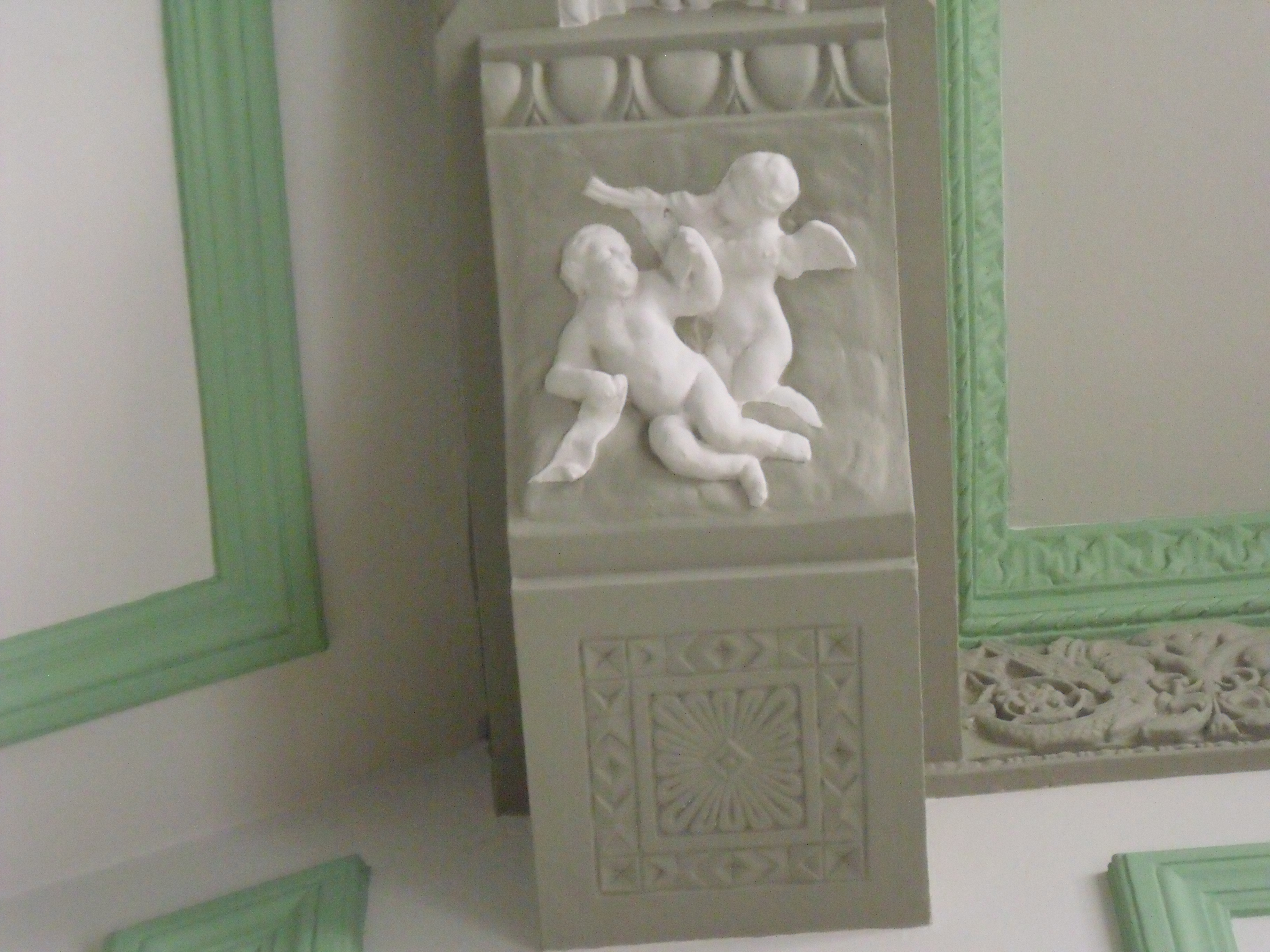
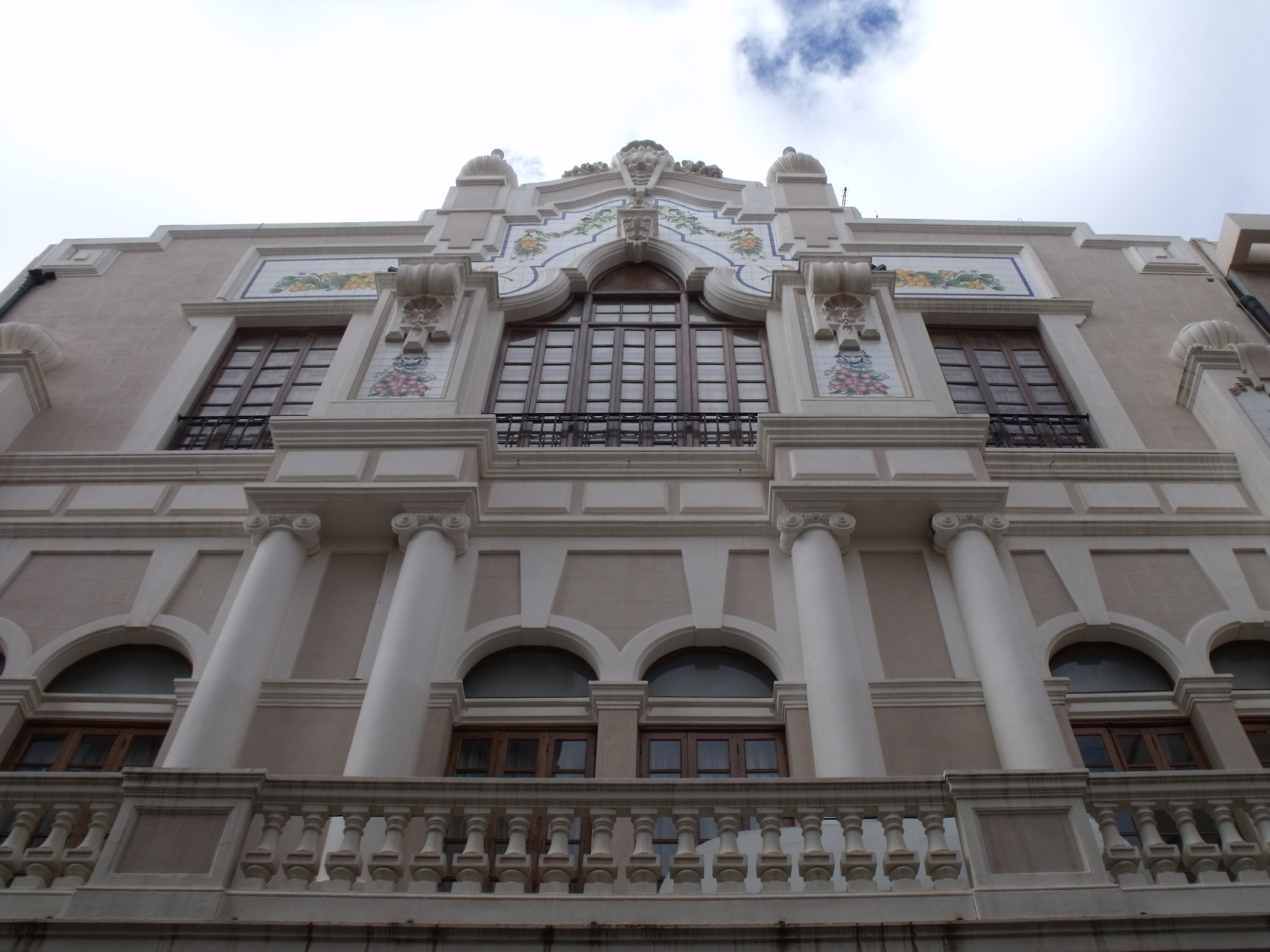